# Comarca de Agache
Agache es una comarca histórica que ocupa la mitad meridional del municipio de Güímar, en la isla de Tenerife —Canarias, España— y que tradicionalmente ha mantenido ciertas peculiaridades que lo diferencian del sector del valle de Güímar, donde se ubica el casco municipal. Las diferencias entre ambos van desde la configuración física hasta la evolución demográfica y orientación económica, reflejadas en dos intentos de segregación practicados por los vecinos de Agache, uno a mediados del siglo XIX y otro en el transcurso de la Segunda República española.
Dos accidentes naturales claramente definidos delimitan este sector: la ladera de Güímar al norte y el barranco de Herques al sur.
La comarca tiene una extensión de unos 50 km².

## Toponimia
El término Agache es de procedencia aborigen, siendo el nombre por el que los guanches, los primeros pobladores de la isla, denominaban a la zona. Algunos autores proponen su traducción como 'escobonal', es decir, lugar poblado por escobones.

## Demografía
La comarca de Agache está formada por las entidades de población de Aguerche, Balandra-Los Picos, Los Barrancos, La Caleta, Chimaje, El Escobonal, Lomo de Mena, La Medida, Pájara, La Puente, Punta Prieta y El Tablado.
Según datos del Instituto Nacional de Estadística, Agache poseía 2660 habitantes a 1 de enero de 2022, con una densidad de 54 hab./km². La población experimentó un crecimiento notable hasta la década de 1940, a pesar de la corriente emigratoria. A partir de entonces Agache ha conocido una crisis demográfica que no ha hecho sino acentuarse en el transcurso de los años.

## Economía
En Agache se practicó durante mucho tiempo la actividad pastoril (herencia de los antiguos aborígenes que vivían en la zona) pero fue la explotación de sus bosques desde los inicios de la colonización a comienzos del siglo XVI para la obtención de madera y pez la fuente de riqueza más importante.

## Geografía
Los montes
Esta zona se extiende desde Izaña a 2.386 m de altitud hasta la cota de 900 a 1000 m. Aunque los valores medios de la pendiente son elevados, esta no es uniforme. Aquí nacen numerosos barrancos: Archifira, Guaco, Amorín, Frías, etc., además del ya mencionado de Herques.
Todo este sector se encuentra deshabitado. Corresponde al dominio del pinar de pino canario y los pastizales, y en el mismo se encuentran también numerosas galerías para la extracción de aguas subterráneas.
Las medianías
En esta complicada topografía, caracterizada por sus abarrancamientos y fragmentación del terrazo, se asienta un poblamiento poco concentrado. La casi totalidad de los habitantes de Agache se localiza entre los 400 y 800 m de altitud, que es precisamente el sector que ofrece mayores ventajas para la actividad agrícola. 
La fragmentación del territorio impidió durante siglos unas comunicaciones aceptables con los núcleos más dinámicos de la isla, comunicándose sólo con el exterior, incluido Güímar, a través del llamado camino real. La zona permaneció por tanto en un relativo aislamiento hasta principios del siglo XIX, en que llega hasta aquí la carretera general del Sur de la isla. Ésta constituye el eje sobre el que se dispone el poblamiento. Los caseríos se sitúan sobre los lomos de los interfluvios, siguiendo la línea de pendiente, pero con irregular disposición en las edificaciones, sin alcanzar el modelo de «peine».
La costa
El litoral de Agache es muy rocoso y casi rectilíneo, sin apenas playas. La actividad turística no ha tenido demasiada fortuna. A partir de la década de 1960 han ido apareciendo o desarrollándose, con mayor intensidad que en cualquier otra parte de la isla, varios caseríos o asentamientos, carentes de planificación, donde predomina la segunda residencia de tipo modesto: Punta Prieta, La Puente, La Caleta, o el más antiguo de El Tablado. Estos núcleos costeros han pasado a reunir una tercera parte de las viviendas disponibles de la comarca de Agache, a diferencia de los pagos de las medianías, donde la renovación de las viviendas es escasa.